# Sweet Deceiver
Sweet Deceiver je šesté sólové studiové album britského kytaristy a zpěváka Kevina Ayerse. Jeho nahrávání probíhalo ve studiu The Manor Studio a album vyšlo v březnu 1975 jako jeho druhé a poslední studiové album vydané u vydavatelství Island Records. Jeho producentem byl Ayers spolu s Ollie Halsallem.
Autorem obalu alba je Tony Wright.

## Seznam skladeb
| Strana 1 (LP) | Strana 1 (LP)      | Strana 1 (LP) |
| Pořadí        | Název              | Délka         |
| ------------- | ------------------ | ------------- |
| 1.            | Observations       | 4:20          |
| 2.            | Guru Banana        | 2:43          |
| 3.            | City Waltz         | 3:30          |
| 4.            | Toujours La Voyage | 8:56          |

| Strana 2 (LP) | Strana 2 (LP)                 | Strana 2 (LP) |
| Pořadí        | Název                         | Délka         |
| ------------- | ----------------------------- | ------------- |
| 1.            | Sweet Deceiver                | 3:47          |
| 2.            | Diminished But Not Finished   | 2:52          |
| 3.            | Circular Letter               | 4:27          |
| 4.            | Once Upon An Ocean            | 3:27          |
| 5.            | Farewell Again (Another Dawn) | 3:11          |

## Obsazení
- Kevin Ayers – zpěv, elektrická kytara, akustická kytara, basová kytara, mandolína
- Ollie Halsall – elektrická kytara, akustická kytara, basová kytara, mandolína, klavír, vibrafon, doprovodné vokály
- Freddie Smith – bicí
- John Altman – klarinet
- Fuzzy Samuels – basová kytara
- Elton John – klavír
- Jacob Magnusson – varhany, akordeon, klavír, clavinet, zpěv
- Bias Boshell – klavír
- Chili Charles – bicí
- Muscle Shoals Horns – žestě
- The Manor choir – zpěv